# Angina instabile
Per  angina instabile si intende una sindrome caratterizzata dalla presenza di dolore toracico a riposo, che si pone, per gravità, fra l'angina stabile da un lato e l'infarto del miocardio dall'altro. Essa viene distinta dall'infarto del miocardio senza sopralivellamento del tratto ST per via di assenza o modesto aumento dei markers di necrosi miocardica.

## Sintomatologia
Dolore toracico a riposo, avvertito solitamente nell'area retrosternale, mancanza di respiro, nausea, vomito.
Le presentazioni cliniche dell'angina instabile sono sostanzialmente tre:
1. Angina di nuova insorgenza (entro due mesi dall'esordio): angina in classe CCSC (Canadian Cardiovascular Society Classification) 3 e 4, angina a riposo spesso prolungata, entrambe le prime situazioni
2. Angina ingravescente (sempre entro due mesi dall'esordio)
3. Angina post-infartuale (entro le due settimane dall'infarto)

Gli episodi angiosi in una angina instabile durano pochi minuti, mai più di 30 minuti, indicando un'ischemia transitoria.

## Classificazione
|                                                                 | Condizioni extracardiache che facilitano l'ischemia miocardica | Assenza di condizioni extracardiache che facilitano l'ischemia miocardica | Si verifica nelle prime due settimane dopo un infarto acuto miocardico |
| Angina di recente insorgenza o in crescendo                     | IA                                                             | IB                                                                        | IC                                                                     |
| Angina a riposo nell'ultimo mese ma non negli ultimi due giorni | IIA                                                            | IIB                                                                       | IIC                                                                    |
| Angina a riposo nelle ultime 48h                                | IIIA                                                           | IIIB                                                                      | IIIC                                                                   |

## Eziologia
Normalmente essa è causata da una malattia coronarica, di tipo solitamente ostruttivo, a cui si associa, aumentando i rischi di morte improvvisa o di infarto miocardico. Viene caratterizzata da uno squilibrio fra la biodisponibilità e la richiesta di ossigeno di cui il miocardio ha bisogno.

### Cause comuni
L'elemento scatenante più comune dell'angina instabile è la diminuzione della perfusione miocardia, dovuta a sua volta al restringimento del lume coronario in seguito alla nascita di un piccolo trombo non occludente.
Anche tutte le altre cause sono da collegarsi al motivo che ha causato quel restringimento, che può essere quindi dovuto a:
- Aterotrombosi progressiva o restenosi causate da un intervento di angioplastica percutanea;
- Infiammazione arteriosa, più frequente nel genere femminile, che spesso riconosce nelle patologie autoimmuni associate, la causa dell'infarto miocardico acuto nella donna[1][2]

### Fattori di rischio
Fumo, alta presenza di colesterolo nel sangue, ipertensione arteriosa. A persone di età inferiore a 50 anni, tale angina può essere causata da un'assunzione di cocaina.

## Diagnosi
L'angina instabile è caratterizzata da almeno una delle seguenti:
- Si verifica a riposo o con uno sforzo minimo e di solito dura più di 20 minuti (se non viene somministrata nitroglicerina)
- Essere grave (almeno nella Canadian Cardiovascular Society Classification 3) e di nuova insorgenza (cioè entro 1 mese)
- Si verifica con un modello di crescendo (provocato da meno attività, frequenza più grave, più prolungata o aumentata rispetto al passato)[3]

Il cinquanta percento delle persone con angina instabile presenterà prove di necrosi delle cellule muscolari del cuore basate su marcatori sierici cardiaci elevati come la creatinchinasi isoenzima (CK) -MB e la troponina T o I e avrà una diagnosi di NSTEMI.

### Esami
Esami da effettuare per escludere altre ipotesi di malattie e nel contempo cercarne la causa scatenante al fine di curarla:
- Elettrocardiogramma
- Troponina I
- Ecocardiografia
- Test da sforzo
- Angiografia coronarica

## Terapia
La terapia viene valutata in seguito l'esecuzione di esami per comprendere quale sia la causa scatenante dell'angina per consentire l'equilibrio tra domanda e richiesta d'ossigeno del miocardio.
La nitroglicerina può essere utilizzata immediatamente per dilatare il sistema venoso e ridurre il volume del sangue circolante, riducendo quindi il lavoro e la domanda di ossigeno del cuore. Inoltre, la nitroglicerina provoca dilatazione venosa e dell'arteria periferica riducendo il precarico e il postcarico cardiaci. Ciò consente di ridurre lo stress sul cuore e quindi ridurre la richiesta di ossigeno delle cellule muscolari del cuore.
I farmaci antipiastrinici come l'acido acetilsalicilico (somministrazione di 100 mg, con misure da somministrare che vanno dai 162 ai 325 mg solo negli USA) e il clopidogrel possono aiutare a ridurre la progressione della formazione della placca aterosclerotica, oltre a combinarli con un anticoagulante come un'eparina a basso peso molecolare.